# St. Marien Unbefleckte Empfängnis (Oschersleben)

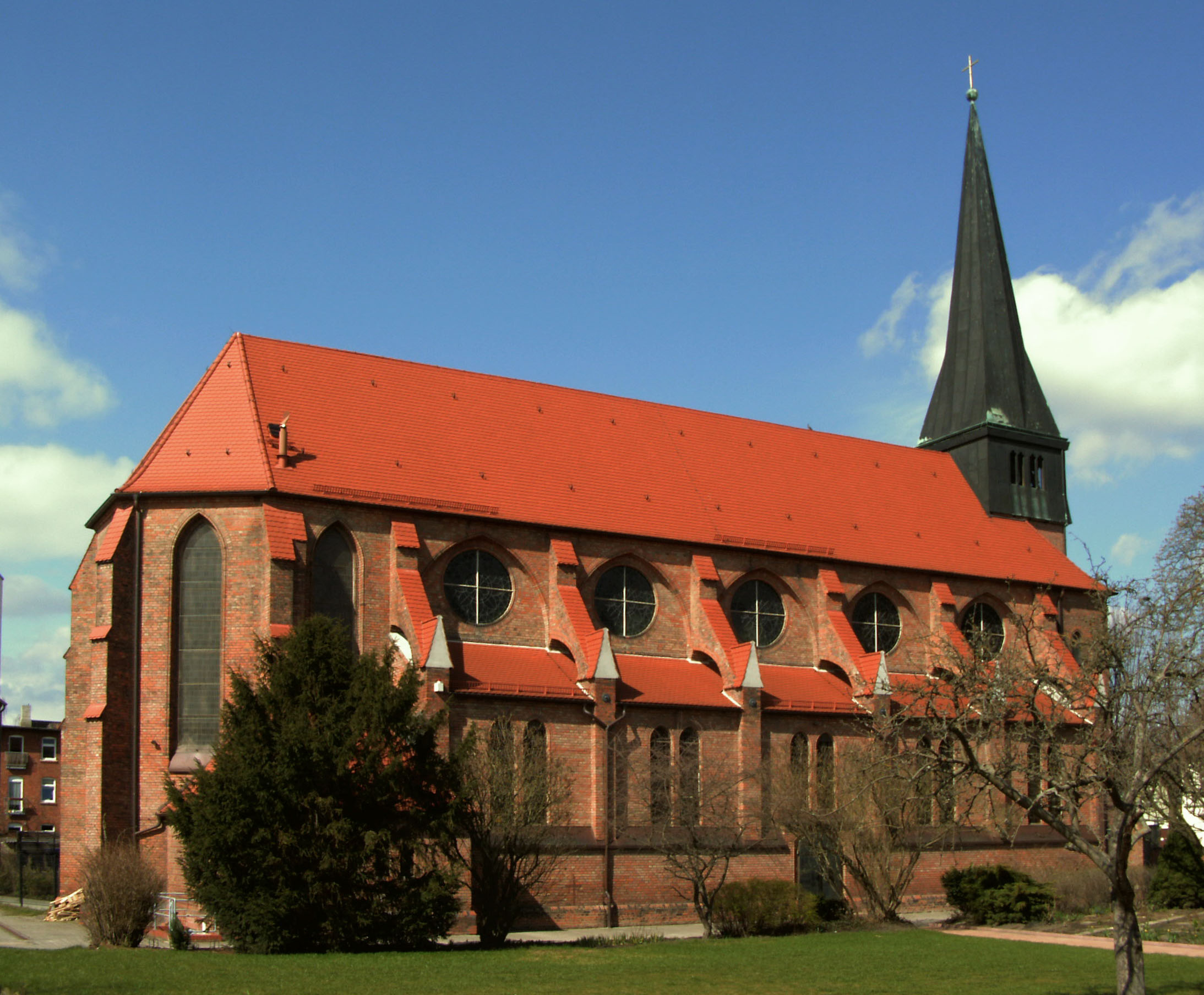
Sankt-Mariae-Kirche

Die Sankt-Mariae-Kirche ist eine katholische Kirche in Oschersleben (Bode) in Sachsen-Anhalt.

## Architektur

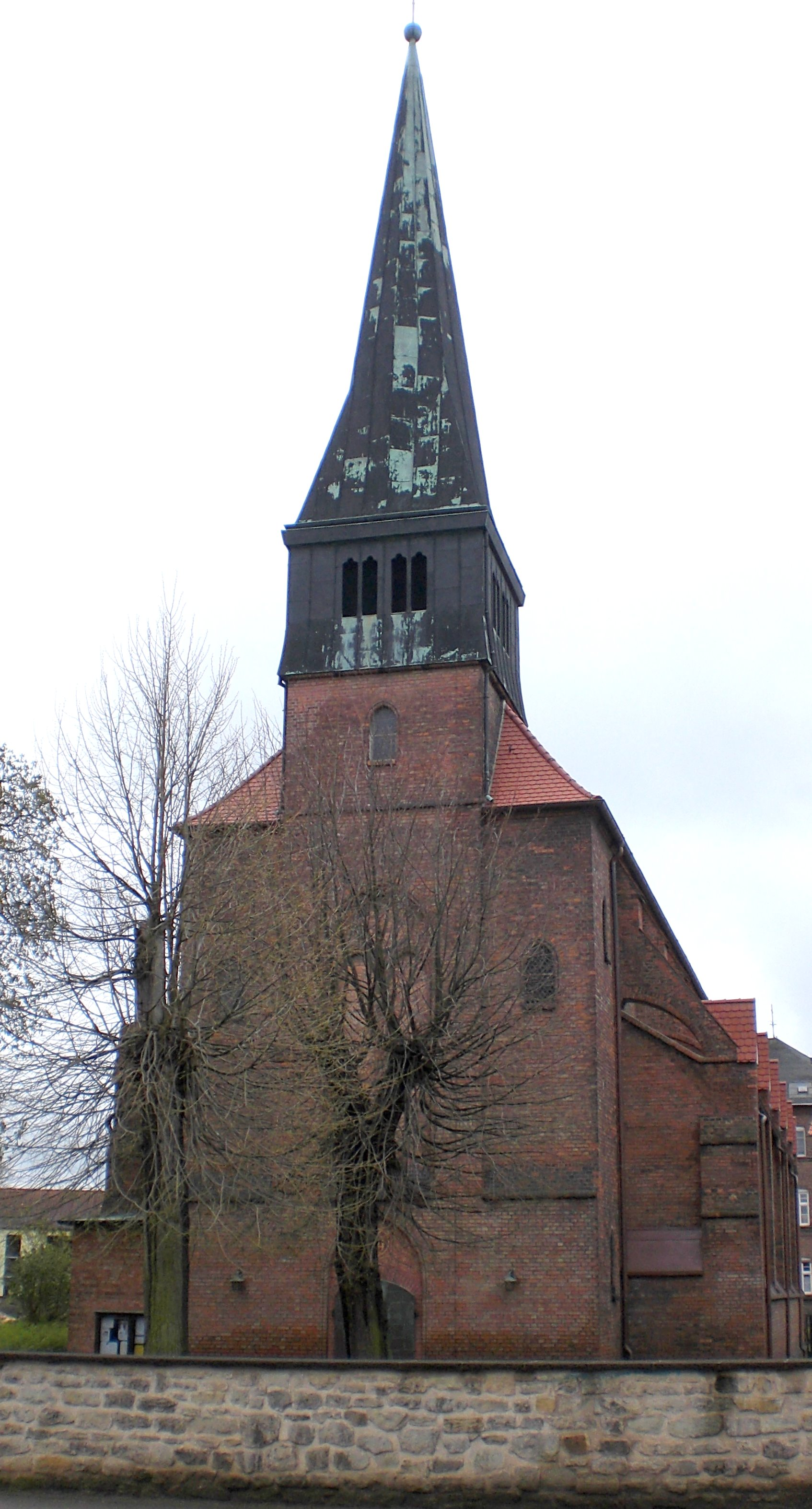
Turm

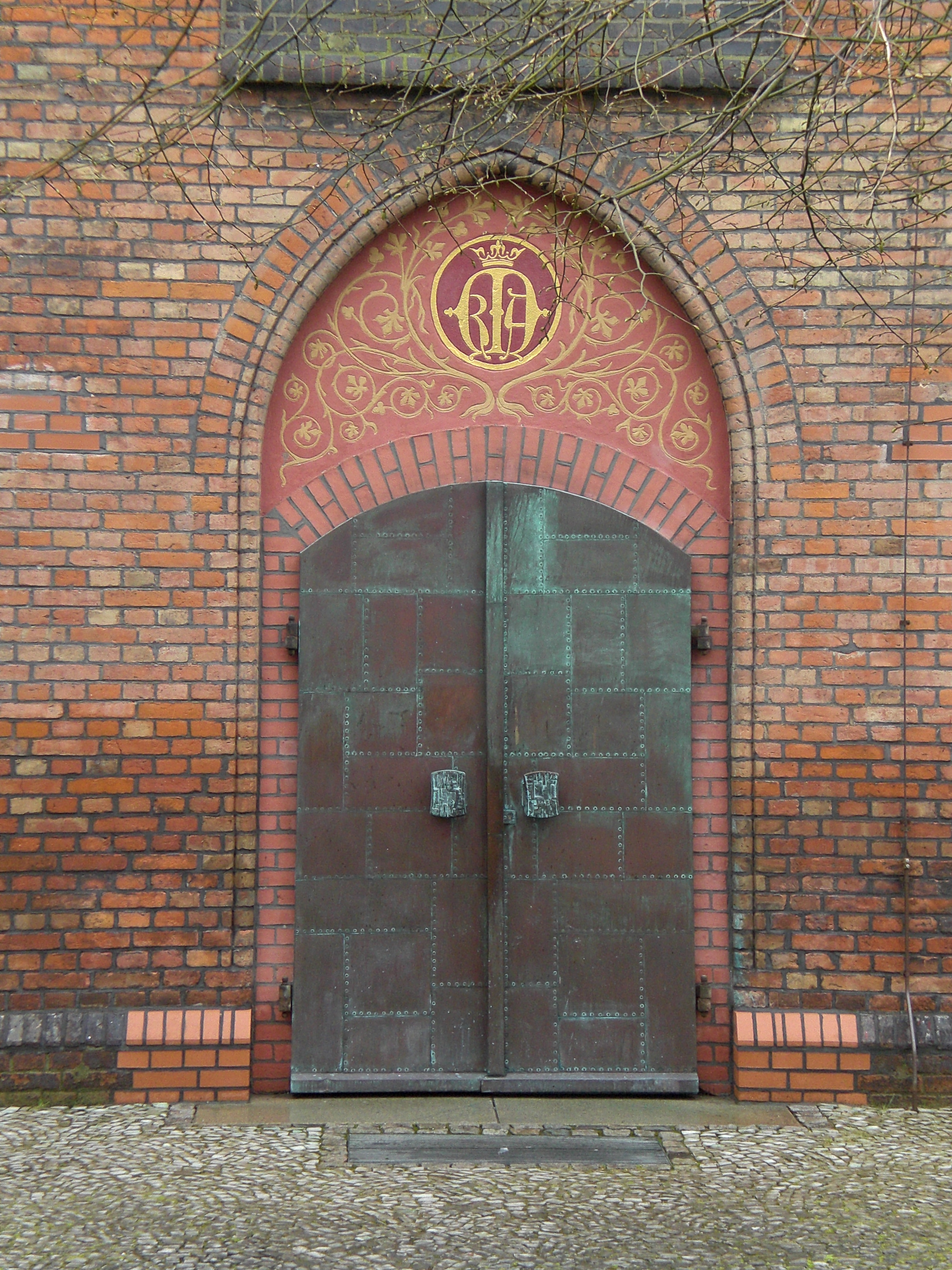
Portal

Die Kirche entstand in den Jahren 1867 bis 1869 nach Plänen Arnold Güldenpfennigs im Stil der Neogotik. Baubeginn war am 31. Juli 1867. Am 16. August 1867 legte Bischof Konrad Martin im Rahmen eines Firmbesuches den Grundstein für die Kirche, die bis zum Herbst 1868 fertiggestellt wurde. Erst am 2. Juni 1872 (nach anderer Quelle am 21. Juni 1872) erfolgte die Konsekration der Kirche, ebenso wie die Grundsteinlegung wieder im Zuge einer Firmung durch Bischof Konrad Martin.
Die Kirche wurde aus Backstein gebaut und verfügt neben dem Hauptschiff über zwei Seitenschiffe und fünf Joche. Über den Seitenschiffen befinden sich Strebebögen. Der Chor ist polygonal mit Seitenanbauten gestaltet. Der Obergaden des Hauptschiffes ist mit runden Fenstern versehen, welche von einer breiten Spitzbogenblende gefasst werden.
Der Turm mit seinen drei Glocken steht auf quadratischem Grundriss nördlich des Schiffs, ist jedoch in das Schiff mit einbezogen. Über einen kleinen, gleichfalls quadratischen Treppenturm gelangt man in den Bereich unterhalb des Glockenstuhls, von wo aus der Dachstuhl betreten werden kann. Ein mit Blendmaßwerk vorgetäuschtes Fenster ziert über dem Portal den Zugang zur Kirche.

## Innengestaltung

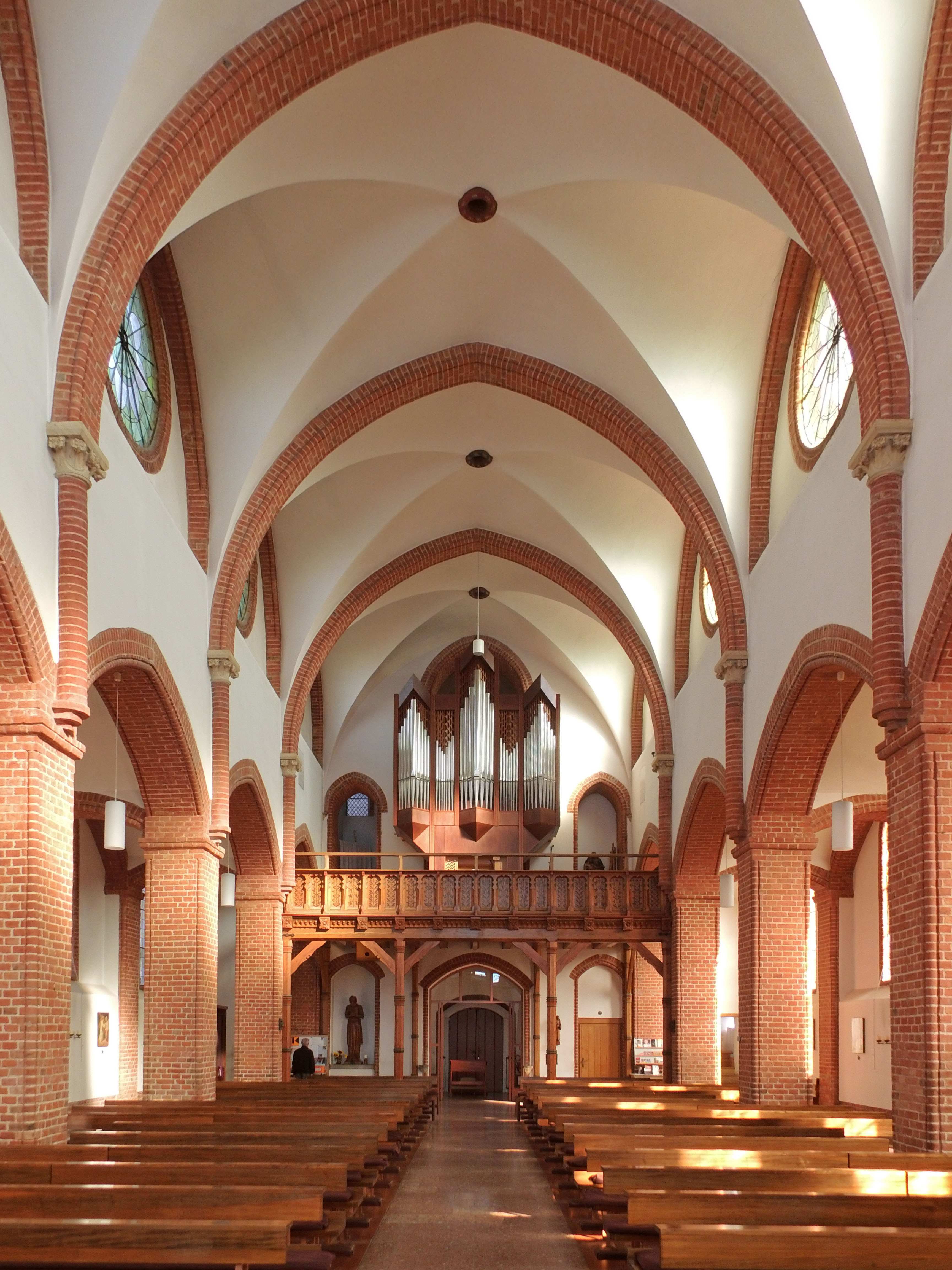
Blick zur Orgelempore

Schiff und Chor sind mit einem Rippengewölbe versehen. Das Hauptschiff wird durch rechteckige Pfeiler, auf denen breite Spitzbogenarkaden ruhen, von den beiden Seitenschiffen abgetrennt. Bemerkenswert ist ein Kruzifix, das sogenannte Pestkreuz aus dem Jahr 1360, das im rechten Seitenschiff zu finden ist, sowie eine Strahlenkranzmadonna in dem als Flügelaltar ausgeführten Hochaltar der Kirche, die im Zeitraum 1470/80 entstand. Die Seitenflügel des Altars zeigen die Verkündigung des Herrn und die Kreuzabnahme. Zur Ausstattung gehören ferner ein Taufbecken, 14 Kreuzwegstationen, ein Beichtstuhl, sowie Statuen der Heiligen Antonius von Padua, Elisabeth von Thüringen und Josef von Nazaret. Ein Relief stellt das Lamm Gottes mit der Siegesfahne dar. Im Vorraum der Kirche befindet sich eine Pietà, vor der Opferkerzen aufgestellt werden können.

### Orgel
An der Nordseite erhebt sich über dem Hauptportal die Empore mit der Orgel, die von der Orgelbaufirma Jehmlich aus Dresden geschaffen wurde. Das Orgelprospekt orientiert sich am neogotischen Stil der Kirche. Die Orgel verfügt über zwei Manuale, Pedal, 22 Register und eine mechanische Schleiflade. Die Orgelweihe fand am 5. Dezember 1997 statt.
Um 1900 wurde die erste Orgel eingebaut, die bis 1997 genutzt wurde. Das von der Franz Eggert Orgelbau-Anstalt erstellt Instrument verfügte über zwei Manuale, Pedal und 19 Register.

## Pfarrei und Dekanat

### Pfarrei Oschersleben
Das seit der Reformation 1540 protestantische Oschersleben erlebte im Zuge der Industrialisierung gegen Mitte des 19. Jahrhunderts einen Bevölkerungszuwachs. Von 1840 an entstanden mehrere Fabriken in Oschersleben. Auch die 1843 eröffneten Bahnstrecken, durch die Oschersleben mit Braunschweig, Halberstadt und Magdeburg verbunden wurde, trugen zum wirtschaftlichen Aufschwung und dem damit verbundenen Arbeitskräftebedarf in Oschersleben bei. Die Katholiken in Oschersleben und Umgebung gehörten damals zur Pfarrei Hadmersleben, deren Kirche einen fast zweistündigen Fußweg entfernt lag.
Am 24. November 1847 wurde in Oschersleben zunächst eine katholische Schule eröffnet, die sich anfangs in einem Raum der Zuckerfabrik Wrede befand und bis zur Zwangsauflösung im Nationalsozialismus am 15. April 1939 bestand. Am 26. April 1858 wurde die katholische Gemeinde Oschersleben gegründet und der zuvor an der Doppelkirche Althaldensleben tätige Priester Franz Xaver Schulte, der spätere Generalvikar des Bistums Paderborn, als Missionar nach Oschersleben versetzt. Vom Fest Christi Himmelfahrt 1858 an zelebrierte er Heilige Messen im Saal einer Gaststätte. Seit 1858 werden in Oschersleben auch katholische Kirchenbücher geführt. Bereits am 1. Juli 1858 folgte die Erhebung der katholischen Gemeinde Oschersleben zur selbstständigen Missionsgemeinde.
1859 wurde ein Hausgrundstück erworben, auf dem im Herbst des gleichen Jahres ein Behelfsbau errichtet wurde, der eine Notkirche sowie ein Schulzimmer beinhaltete. Diese Notkirche trug bereits das Patrozinium der Unbefleckten Empfängnis Mariä. Das dort bereits stehende Wohnhaus wird noch heute als Pfarrhaus genutzt. Die Notkirche wurde bis zum Sommer 1868 genutzt, danach diente das ganze Gebäude als Schulhaus. Am 23. Oktober 1890 unterzeichnete Bischof Franz Kaspar Drobe die Errichtungsurkunde der Pfarrei Oschersleben, deren Errichtung am 5. Juli 1891 vollzogen wurde. Gegen Ende des 19. Jahrhunderts wurde der nun nicht mehr benötigte Behelfsbau niedergelegt. Von 1893 bis 1895 war Heinrich Haehling von Lanzenauer, der spätere Weihbischof des Bistums Paderborn, Pfarrer in Oschersleben.
Am 1. März 1943 wurde von der Pfarrei Oschersleben die Pfarrvikarie Oschersleben-Nord abgetrennt, ohne dass dort eigene Kirchenbücher geführt wurden oder es zum Bau einer Kirche kam. Die Pfarrvikarie war nach Burchard von Halberstadt benannt und umfasste ein Teilgebiet von Oschersleben, die Ortschaften Emmeringen, Hornhausen und Neubrandsleben sowie den ehemaligen Gutsbezirk Neindorf. In der Nachkriegszeit wurde die Pfarrvikarie Oschersleben-Nord wieder aufgegeben.
Seit dem 28. November 2010 gehört die in der Hornhäuser Straße 30 gelegene Kirche Unbefleckte Empfängnis zur Pfarrei St. Marien im Dekanat Egeln des Bistums Magdeburg. Zu dieser Pfarrei gehören seitdem auch die katholischen Kirchen in Eilsleben, Großalsleben, Hadmersleben, Hamersleben, Harbke, Hötensleben, Klein Oschersleben, Ottleben, Schermcke, Sommerschenburg und Völpke. Auch der Wallfahrtsort Marienborn gehört zum Gebiet der Pfarrei. Die zuletzt ebenfalls zur Pfarrei gehörenden Kirchen in Barneberg, Hornhausen und Erxleben wurden 2010, 2012 und 2019 profaniert. Auch die Dörfer Belsdorf, Groß Bartensleben, Hakenstedt und Neuwegersleben mit schon früher profanierten Kapellen befinden sich im Einzugsgebiet der Pfarrei.
In Oschersleben befinden sich außer der Kirche auch folgende katholische Einrichtungen: die Kindertagesstätte St. Franziskus, die Grundschule St. Martin, das Vereinshaus, das Kloster St. Josef mit eigener kleiner Kapelle und das Pflege- und Seniorenheim Kardinal-Jaeger-Haus mit Rettungswache des Malteser Hilfsdienstes. Die direkt im Umfeld der Kirche befindlichen im Zusammenhang mit der Gemeinde entstandenen Gebäude Alte Dorfstraße 10, 18, 21 sind als eigener Denkmalbereich eingetragen.

### Dekanat Oschersleben
Nachdem sich ab Mitte des 19. Jahrhunderts die Zahl der Katholiken durch Zuwanderung erheblich erhöht hatte, führte Konrad Martin, Bischof des Bistums Paderborn, zu dem Oschersleben damals gehörte, für die preußische Provinz Sachsen eine Dekanatsverfassung ein. Er errichtete 1867 im Bischöflichen Kommissariat das Dekanat Halberstadt, dem die Kirchengemeinde Oschersleben zugeordnet wurde.
Die in Paderborn 1922 unter Bischof Caspar Klein stattfindende Diözesansynode fasste den Beschluss, aus Teilen der Dekanate Egeln und Halberstadt ein neues Dekanat Oschersleben entstehen zu lassen. Das Dekanat Oschersleben konnte jedoch erst am 1. Dezember 1924 errichtet werden. Es umfasste die Pfarrei Hadmersleben mit der Filialgemeinde Klein Oschersleben, die Pfarrei Hamersleben (mit Neuwegersleben), die Pfarrei Hötensleben mit den Filialgemeinden Sommerschenburg (mit Harbke) und Völpke, die Pfarrei Meyendorf mit den Filialgemeinden Eilsleben, Klein Wanzleben und Wanzleben sowie die Pfarrei Oschersleben. Auch die Kirchengemeinde Großalsleben kam noch hinzu.
Aufgrund der geringer werdenden Katholikenzahl wurde am 1. September 1996 seitens des Bistums Magdeburg das Dekanat Oschersleben wieder aufgelöst und dem Dekanat Egeln angeschlossen, zu dem Oschersleben heute noch gehört.